# كيث دويغ
كيث دويغ (بالإنجليزية: Keith Doig)‏ هو لاعب كرة قدم أسترالية وطبيب أسترالي، ولد في 11 ديسمبر 1891 في Nathalia, Victoria ‏ في أستراليا، وتوفي في 3 يناير 1949 في Lorne, Victoria ‏ في أستراليا.

## وصلات خارجية
- كيث دويغ على موقع AustralianFootball.com (الإنجليزية)
- كيث دويغ على موقع AFLtables.com (الإنجليزية)